# Herbert Wachholz
Herbert Wachholz (* 18. Oktober 1917 in Salzdorf, Westpreußen; † 1999) war ein deutscher Bank- und Werbekaufmann.

## Leben
Wachholz wurde als Sohn eines Molkereibesitzers geboren. Er absolvierte eine Lehre zum Bankkaufmann und diente während des Zweiten Weltkriegs bei der Luftwaffe. Nach Rückkehr aus der Kriegsgefangenschaft wandte er sich dem Journalismus zu. 1962 kam er in die Werbeabteilung des Süddeutschen Verlags. Zwei Jahre später übernahm er die Leitung der 1948 gegründeten Hilfsaktion „Adventskalender für gute Werke“. Bis zu seiner Pensionierung 1989 baute er in enger Zusammenarbeit mit der Redaktion der Süddeutschen Zeitung die Initiative weiter aus.

## Ehrungen
- Verdienstkreuz am Bande der Bundesrepublik Deutschland
- Medaille „München leuchtet – Den Freunden Münchens“ in Silber
- Goldenes Kronenkreuz des Diakonischen Werks der evangelischen Kirche
- Lorenz-Werthmann-Medaille des Deutschen Caritasverbandes